# Franzosen außerhalb Frankreichs

Zahl der Auslandsfranzosen, die bei französischen Konsulaten registriert sind, nach Ländern (Stand: 31. Dezember 2011):
mindestens 100.000
10.000–99.999
1000–9999
100–999
weniger als 100

Die Franzosen außerhalb Frankreichs bzw. Auslandsfranzosen sind französische Staatsbürger mit Wohnsitz außerhalb des französischen Staatsgebietes. Der französische Begriff Les Français établis hors de France ist ein verwaltungstechnischer Terminus.

## Die Zahlen
Ende 2013 lebten 1,6 Millionen Franzosen außerhalb Frankreichs und waren als solche registriert. Durchschnittlich steigt der Anteil jährlich um drei bis vier Prozent. Diese Zahl umfasst nur einen Teil der französischen Staatsbürger mit Wohnsitz außerhalb des Landes. Im Juni 2006 waren etwa 78.500 Franzosen von den französischen Behörden als in Belgien ansässig registriert. Gemäß der amtlichen belgischen Statistik lebten zu diesem Zeitpunkt jedoch rund 123.000 Franzosen in Belgien, die binationalen (französisch-belgischen) Bürger nicht mitgerechnet. Nahezu die Hälfte der Franzosen außerhalb Frankreichs weltweit ist binational, und weniger als zehn Prozent von ihnen leben vorübergehend im Ausland.
Mehr als die Hälfte der Franzosen mit Wohnsitz außerhalb Frankreichs, nämlich 765.703, leben in Europa. Am 31. Dezember 2010 wurde die Verteilung der Franzosen nach konsularischen Aufzeichnungen wie folgt registriert: Amerika 279.095, Asien und Naher Osten 239.134, Afrika 220.069. Die fünf Länder mit den höchsten Zahlen von Auslandsfranzosen waren 2011: die Schweiz (155.743), das Vereinigte Königreich (123.306), die Vereinigten Staaten (122.686), Deutschland (160.000) und Belgien (109.426).
Laut französischem Außenministerium waren zum 31. Dezember 2017 insgesamt 1.821.519 im Ausland lebende Franzosen bei den Konsulaten registriert. Die meisten Auslandsfranzosen waren zum Stichtag in der Schweiz (187.232 Personen) registriert, gefolgt vom Vereinigten Königreich (147.506 Personen), Belgien (127.558), Deutschland (116.388) und den Vereinigten Staaten (103.967 Personen).
Auslandsfranzosen sind nicht verpflichtet, sich im registre mondial des Français établis hors de France zu registrieren. Laut einem Bericht der Regierung waren am 31. Dezember 2020 insgesamt 1.685.638 Auslandsfranzosen registriert – 5,1 % weniger als ein Jahr zuvor. Hinzu kommen die nicht registrierten Auslandsfranzosen, deren Zahl laut Bericht für diesen Zeitpunkt auf mehr als 1,7 Millionen geschätzt wird. Insgesamt belaufe sich die geschätzte Zahl der Auslandsfranzosen auf über 3,4 Millionen (Stand: Ende 2020).

## Politische Vertretung
Die Franzosen außerhalb Frankreichs wurden bisher von der Versammlung der Franzosen im Ausland (Assemblée des Français de l’étranger (AFE)), ein beratendes Gremium von 155 Mitgliedern ohne Mittel und ohne legislative Macht, sowie von zwölf Senatoren im Senat, dem französischen Oberhaus (chambre haute), vertreten (Sénateurs représentant les Français établis hors de France). Drei politische Vereinigungen vertreten die Interessen der Franzosen im Ausland: Die Vertretung der Auslandsfranzosen (Rassemblement des Français de l’étranger), die Union der Franzosen im Ausland (Union des Français de l’étranger (UFE)), beide politisch nah an der UMP, und die Demokratische Vereinigung der Franzosen im Ausland (Français du Monde (ADFE)), in der Nähe der Sozialistischen Linken.
Inzwischen ist es den Franzosen außerhalb Frankreichs möglich, auch im Ausland ihre Stimme für die Französische Präsidentschaftswahl und für die Wahl zur Nationalversammlung abzugeben. Diese neue Regelung kommt erstmals 2012 zum Tragen. Die Reform der Französischen Verfassung vom Juli 2008 sieht vor, dass „die Franzosen außerhalb Frankreichs in der Nationalversammlung und dem Senat vertreten sind“ (Artikel 24 der Verfassung). Ein Gesetzentwurf wurde im September 2008 dem Rat der Minister für die Franzosen außerhalb Frankreichs verabschiedet mit dem Ergebnis, dass sie jetzt in der Nationalversammlung vertreten sind. Ein weiterer Gesetzentwurf über die Wahl der Abgeordneten und die Neufestlegung der Wahlbezirke bietet bei der Stichwahl (identisch mit der Methode der Wahl der anderen Abgeordneten) der anstehenden Parlamentswahlen im Jahr 2012 die Möglichkeit, elf Abgeordnete zu wählen.
Im Jahr 2011 wurde das Amt des Staatssekretärs für Auslandsfranzosen eingerichtet. Diesen Posten besetzten nacheinander zunächst David Douillet (Juni bis September 2011) und Édouard Courtial (ab September 2011). Zuletzt wurde im Juli 2020 Jean-Baptiste Lemoyne zum Staatssekretär für Tourismus, Auslandsfranzosen und Frankophonie ernannt (Stand: 2023).

## Statistik
Die folgenden Statistiken zeigen die Zahl der 2011 bei französischen Konsulaten registrierten 1.594.303 Franzosen, die am 31. Dezember 2011 dauerhaft im Ausland lebten, sortiert nach Weltregionen und Ländern.

### Mediterranes Nordafrika
| Region                  | Land     | Zahl   |
| ----------------------- | -------- | ------ |
| Mediterranes Nordafrika | Algerien | 28.830 |
| Mediterranes Nordafrika | Libyen   | 407    |
| Mediterranes Nordafrika | Marokko  | 44.000 |
| Mediterranes Nordafrika | Tunesien | 21.552 |
| Nordafrika              | Gesamt   | 94.789 |

### Frankophones Afrika
| Region              | Land                         | Zahl    |
| ------------------- | ---------------------------- | ------- |
| Frankophones Afrika | Benin                        | 3.694   |
| Frankophones Afrika | Burkina Faso                 | 3.387   |
| Frankophones Afrika | Burundi                      | 444     |
| Frankophones Afrika | Demokratische Republik Kongo | 2.448   |
| Frankophones Afrika | Dschibuti                    | 5.142   |
| Frankophones Afrika | Elfenbeinküste               | 13.221  |
| Frankophones Afrika | Gabun                        | 11.217  |
| Frankophones Afrika | Guinea                       | 2.379   |
| Frankophones Afrika | Kamerun                      | 6.183   |
| Frankophones Afrika | Komoren                      | 1.971   |
| Frankophones Afrika | Kongo                        | 5.083   |
| Frankophones Afrika | Madagaskar                   | 19.864  |
| Frankophones Afrika | Mali                         | 4.815   |
| Frankophones Afrika | Mauretanien                  | 2.127   |
| Frankophones Afrika | Mauritius                    | 9.780   |
| Frankophones Afrika | Niger                        | 1.558   |
| Frankophones Afrika | Ruanda                       | 258     |
| Frankophones Afrika | Senegal                      | 17.729  |
| Frankophones Afrika | Togo                         | 3.007   |
| Frankophones Afrika | Tschad                       | 1.259   |
| Frankophones Afrika | Zentralafrikanische Republik | 1.296   |
| Frankophones Afrika | Gesamt                       | 116.862 |

### Nicht-Frankophones Afrika
| Region                    | Land             | Zahl   |
| ------------------------- | ---------------- | ------ |
| Nicht-frankophones Afrika | Angola           | 2.070  |
| Nicht-frankophones Afrika | Äquatorialguinea | 684    |
| Nicht-frankophones Afrika | Äthiopien        | 895    |
| Nicht-frankophones Afrika | Botswana         | 122    |
| Nicht-frankophones Afrika | Ghana            | 959    |
| Nicht-frankophones Afrika | Guinea-Bissau    | 109    |
| Nicht-frankophones Afrika | Kap Verde        | 389    |
| Nicht-frankophones Afrika | Kenia            | 1.366  |
| Nicht-frankophones Afrika | Mosambik         | 468    |
| Nicht-frankophones Afrika | Namibia          | 293    |
| Nicht-frankophones Afrika | Nigeria          | 1.826  |
| Nicht-frankophones Afrika | Sambia           | 243    |
| Nicht-frankophones Afrika | Seychellen       | 552    |
| Nicht-frankophones Afrika | Simbabwe         | 214    |
| Nicht-frankophones Afrika | Südafrika        | 7.108  |
| Nicht-frankophones Afrika | Sudan            | 225    |
| Nicht-frankophones Afrika | Südsudan         | 54     |
| Nicht-frankophones Afrika | Tansania         | 630    |
| Nicht-frankophones Afrika | Uganda           | 387    |
| Nicht-frankophones Afrika | Gesamt           | 18.621 |

### Naher und Mittlerer Osten
| Region                    | Land                         | Zahl    |
| ------------------------- | ---------------------------- | ------- |
| Naher und Mittlerer Osten | Ägypten                      | 6.483   |
| Naher und Mittlerer Osten | Bahrain                      | 991     |
| Naher und Mittlerer Osten | Irak                         | 173     |
| Naher und Mittlerer Osten | Iran                         | 903     |
| Naher und Mittlerer Osten | Israel                       | 58.840  |
| Naher und Mittlerer Osten | Jemen                        | 510     |
| Naher und Mittlerer Osten | Jerusalem                    | 19.708  |
| Naher und Mittlerer Osten | Jordanien                    | 1.407   |
| Naher und Mittlerer Osten | Katar                        | 3.202   |
| Naher und Mittlerer Osten | Kuwait                       | 1.014   |
| Naher und Mittlerer Osten | Libanon                      | 21.428  |
| Naher und Mittlerer Osten | Oman                         | 702     |
| Naher und Mittlerer Osten | Saudi-Arabien                | 5.306   |
| Naher und Mittlerer Osten | Syrien                       | 2.660   |
| Naher und Mittlerer Osten | Vereinigte Arabische Emirate | 14.352  |
| Naher und Mittlerer Osten | Gesamt                       | 137.679 |

### Südasien, Ostasien, Ozeanien
| Region         | Land                | Zahl    |
| -------------- | ------------------- | ------- |
| Südasien       | Afghanistan         | 334     |
| Ozeanien       | Australien          | 18.323  |
| Südasien       | Bangladesh          | 235     |
| Südostasien    | Brunei              | 186     |
| Ostasien       | Volksrepublik China | 30.305  |
| Ozeanien       | Fidschi             | 200     |
| Südasien       | Indien              | 9.595   |
| Südostasien    | Indonesien          | 3.564   |
| Ostasien       | Japan               | 7.480   |
| Südostasien    | Kambodscha          | 3.897   |
| Südostasien    | Laos                | 1.884   |
| Südostasien    | Malaysia            | 2.592   |
| Ostasien       | Mongolei            | 118     |
| Südasien       | Myanmar             | 270     |
| Südasien       | Nepal               | 218     |
| Ozeanien       | Neuseeland          | 3.512   |
| Südasien       | Pakistan            | 578     |
| Südostasien    | Papua-Neuguinea     | 120     |
| Ostasien       | Philippinen         | 2.272   |
| Südostasien    | Singapur            | 9.197   |
| Südasien       | Sri Lanka           | 425     |
| Ostasien       | Südkorea            | 1.993   |
| Ostasien       | Taiwan              | 1.517   |
| Südostasien    | Thailand            | 9.788   |
| Ozeanien       | Vanuatu             | 1.962   |
| Südostasien    | Vietnam             | 6.164   |
| Asien-Ozeanien | Gesamt              | 116.729 |

### Kleinasien, Kaukasus und Zentralasien
| Region                                | Land          | Zahl   |
| ------------------------------------- | ------------- | ------ |
| Kaukasusregion                        | Armenien      | 591    |
| Kaukasusregion                        | Aserbaidschan | 164    |
| Kaukasusregion                        | Georgien      | 264    |
| Zentralasien                          | Kasachstan    | 417    |
| Zentralasien                          | Tadschikistan | 33     |
| Kleinasien                            | Türkei        | 6.630  |
| Zentralasien                          | Turkmenistan  | 473    |
| Zentralasien                          | Usbekistan    | 111    |
| Kleinasien, Kaukasus und Zentralasien | Gesamt        | 11.666 |

| Region       | Land                    | Zahl    |
| ------------ | ----------------------- | ------- |
| Westeuropa   | Andorra                 | 3.288   |
| Südosteuropa | Albanien                | 172     |
| Westeuropa   | Belgien                 | 109.426 |
| Südosteuropa | Bosnien und Herzegowina | 318     |
| Südosteuropa | Bulgarien               | 1.004   |
| Nordeuropa   | Dänemark                | 5.214   |
| Mitteleuropa | Deutschland             | 114.372 |
| Osteuropa    | Estland                 | 182     |
| Nordeuropa   | Finnland                | 2.569   |
| Südeuropa    | Griechenland            | 11.226  |
| Westeuropa   | Irland                  | 8.881   |
| Nordeuropa   | Island                  | 341     |
| Südeuropa    | Italien                 | 48.352  |
| Südosteuropa | Kroatien                | 925     |
| Osteuropa    | Lettland                | 193     |
| Osteuropa    | Litauen                 | 379     |
| Mitteleuropa | Luxemburg               | 28.720  |
| Südeuropa    | Malta                   | 497     |
| Südosteuropa | Mazedonien              | 201     |
| Südosteuropa | Moldawien               | 102     |
| Westeuropa   | Monaco                  | 7.792   |
| Südosteuropa | Montenegro              | 111     |
| Westeuropa   | Niederlande             | 23.934  |
| Nordeuropa   | Norwegen                | 5.034   |
| Mitteleuropa | Österreich              | 8.024   |
| Mitteleuropa | Polen                   | 5.757   |
| Südeuropa    | Portugal                | 15.572  |
| Südosteuropa | Rumänien                | 2.979   |
| Osteuropa    | Russland                | 5.752   |
| Nordeuropa   | Schweden                | 6.329   |
| Mitteleuropa | Schweiz                 | 155.743 |
| Südosteuropa | Serbien                 | 1.591   |
| Mitteleuropa | Slowakei                | 895     |
| Mitteleuropa | Slowenien               | 682     |
| Südeuropa    | Spanien                 | 94.056  |
| Mitteleuropa | Tschechien              | 2.983   |
| Osteuropa    | Ukraine                 | 1.016   |
| Mitteleuropa | Ungarn                  | 2.413   |
| Osteuropa    | Weißrussland            | 139     |
| Westeuropa   | Vereinigtes Königreich  | 123.306 |
| Südeuropa    | Zypern                  | 1.339   |
| Europa       | Gesamt                  | 805.456 |

| Region                 | Land                    | Zahl   |
| ---------------------- | ----------------------- | ------ |
| Südamerika             | Argentinien             | 14.390 |
| Südamerika             | Bolivien                | 1.204  |
| Südamerika             | Brasilien               | 19.858 |
| Südamerika             | Chile                   | 11.046 |
| Mittelamerika          | Costa Rica              | 2.093  |
| Mittelamerika          | Dominikanische Republik | 3.818  |
| Südamerika             | Ecuador                 | 2.182  |
| Mittelamerika          | El Salvador             | 690    |
| Mittelamerika          | Guatemala               | 788    |
| Mittelamerika          | Haiti                   | 1.551  |
| Mittelamerika          | Honduras                | 387    |
| Mittelamerika          | Jamaika                 | 203    |
| Südamerika             | Kolumbien               | 4.545  |
| Mittelamerika          | Kuba                    | 510    |
| Mittelamerika          | Mexiko                  | 17.315 |
| Mittelamerika          | Nicaragua               | 660    |
| Mittelamerika          | Panama                  | 1.270  |
| Südamerika             | Paraguay                | 1.395  |
| Südamerika             | Peru                    | 3.713  |
| Mittelamerika          | St. Lucia               | 805    |
| Südamerika             | Suriname                | 251    |
| Mittelamerika          | Trinidad und Tobago     | 649    |
| Südamerika             | Uruguay                 | 2.824  |
| Südamerika             | Venezuela               | 4.970  |
| Mittel- und Südamerika | Gesamt                  | 97.117 |

| Region      | Land               | Zahl    |
| ----------- | ------------------ | ------- |
| Nordamerika | Kanada             | 79.328  |
| Nordamerika | Vereinigte Staaten | 122.686 |
| Nordamerika | Gesamt             | 202.014 |